# République démocratique malgache
Pour les articles homonymes, voir Deuxième République et République de Madagascar.
1975–1992
Entités précédentes :
- République malgache (Ire République)

Entités suivantes :
- République de Madagascar (IIIe République)

La République démocratique malgache, dite également république démocratique de Madagascar ou Deuxième République, est le régime politique  en place à Madagascar de 1975 à 1992. D'inspiration socialiste, le régime a été considéré comme apparenté aux régimes de type communiste,  et comme faisant partie du « bloc communiste » du continent africain.
Issue d'une transition militaire provoquée par la contestation étudiante contre la Première République du social-démocrate Philibert Tsiranana, la Deuxième République, qui se proclamait révolutionnaire, a suivi des principes de dirigisme économique, de non-alignement et de malgachisation. Le régime prend fin en 1992, date à laquelle est proclamée la Troisième République.

## Transition militaire et idéologies révolutionnaires
La transition militaire du général Ramanantsoa, officier conservateur et respectueux de la légalité, rencontre des difficultés à mener le pays à cause de divisions idéologiques jusqu'au sein même du gouvernement, ce qui amène ce dernier à démissionner en faveur du colonel de gendarmerie Richard Ratsimandrava, jusqu'alors ministre de l'Intérieur. Le jeune officier, théoricien d'un socialisme paysan centré sur le Fokonolona, est cependant assassiné après seulement une semaine à la tête de l'État, dans des circonstances obscures et toujours non élucidées.
Le directoire militaire, temporairement présidé par le général Gilles Andriamahazo, se transforme un mois plus tard en Conseil suprême de la Révolution, sous l'impulsion des idées nationalistes, sociales et anti-coloniales qui dominent l'opinion publique malgache des années 1970.
La nouvelle institution se choisit un président en la personne de Didier Ratsiraka, un autre jeune officier, capitaine de frégate et jusque-là ministre des Affaires étrangères. Une nouvelle constitution d'inspiration socialiste, ainsi qu'une Charte de la Révolution malgache (expliquée à travers un « petit livre rouge », le Boky Mena) sont soumises à la décision du peuple par référendum.
La Constitution est adoptée le 21 décembre 1975, Didier Ratsiraka élu président de la République pour un mandat de sept ans, le Parlement rétabli sous la forme d'une Assemblée nationale populaire (chambre basse) et d'un Conseil suprême de la Révolution (chambre haute), et la fonction de Premier ministre réapparaît ; la République démocratique malgache est proclamée le 30 décembre 1975.

## Le socialisme à la malgache
L'activité politique est subordonnée à l'adhésion obligatoire au Front national de défense de la Révolution (FNDR), le régime est dans les faits dominé par le parti du président Ratsiraka, l'Arema. La Constitution précise : « Les activités politiques au sein de la République démocratique malgache (RDM) s'exercent exclusivement à l'intérieur du Front. [...] Seuls les partis révolutionnaires figurant sur la liste citée ci-dessus sont autorisés à déployer des activités politiques ». Dans les faits, le FNDR ne parvient pas à fonctionner comme un parti unique, étant divisé en multiples tendances.
Malgré une politique internationale tiers-mondiste et de rapprochement avec l'Est (URSS, Corée du Nord) pour contrebalancer l'influence jugée excessive de l'ancienne puissance coloniale (la France), les difficultés économiques obligent l'État malgache et son « Amiral rouge » à se lier au FMI et à négocier le rééchelonnement de sa dette auprès du Club de Paris à partir du milieu des années 1980, procédant à une libéralisation économique prudente.
Le multipartisme est pleinement rétabli par la révision constitutionnelle de décembre 1988, même si les textes fondamentaux du « socialisme croyant » demeurent.

## Les Forces vives et le régime de transition
Dans un contexte d'effondrement du Bloc de l'Est et l'élan mondial de démocratie libérale du début des années 1990 se forma le mouvement des Forces vives, soutenu par les Églises, opposition politique qui exigea un changement radical de texte constitutionnel à partir de mai 1991. Un accord politique fut finalement trouvé entre les Forces vives Rasalama d'Albert Zafy et le Mouvement militant pour le socialisme malgache de Didier Ratsiraka, la Convention de l'Hôtel du Panorama du 31 octobre 1991.
La Deuxième République se termine donc par une transition démocratique et libérale dirigée par Albert Zafy et une Haute Autorité de l'État consensuelle, Didier Ratsiraka demeurant président de la République en tant que symbole de la continuité de l'État.
La république de Madagascar, troisième du nom, lui succède.